# Maria Beltrão (arqueóloga)
Maria da Conceição de Moraes Coutinho Beltrão (Macaé, 1934) é uma arqueóloga brasileira, doutora em Arqueologia e Geologia e uma das pioneiras na exploração de sítios arqueológicos nacionais.

## Biografia
Nascida em Macaé, Rio de Janeiro, em 1934, começou a se dedicar à pesquisa em 1959. Foi contemporânea de eminentes antropólogos, como Luís de Castro Faria, Berta Ribeiro e Maria Heloisa Fénelon Costa, entre outros. Com Maria Fénelon, publicou importantes trabalhos na área de etnoarqueologia.
Foi casada com o ex-ministro e economista Hélio Beltrão, falecido em 1997, e é mãe da jornalista Maria Beltrão e do economista e investidor Hélio Coutinho Beltrão.
É PhD em Antropologia (Arqueologia) e Geologia pela Universidade Federal do Rio de Janeiro (UFRJ), Professora Titular da UFRJ, orientadora de bolsistas (CNPq, FAPERJ, CEPG - Conselho de Ensino para Graduados da UFRJ - e outros) inclusive de mestrado e doutorado no Brasil, incluindo jovens pesquisadores do Projeto Central, desde 1982.
Foi coordenadora, no Brasil, da missão franco-brasileira para pesquisas arqueológicas, em Lagoa Santa, de 1970 até 1977. Fundou o Museu Arqueológico do Município de Central, na Bahia, onde realizou diversas pesquisas arqueológicas.